# 61式戦車に関連する作品の一覧

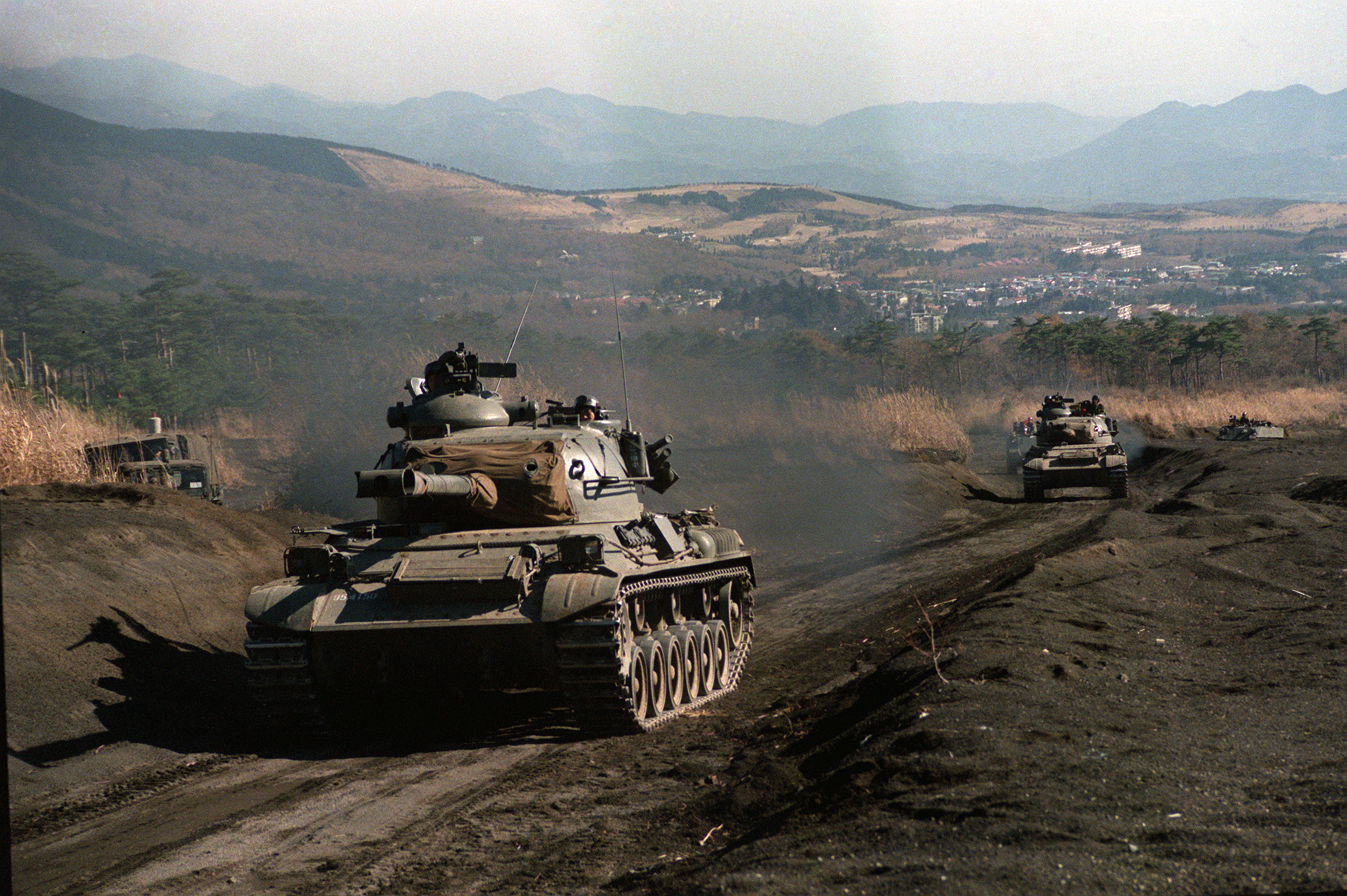
61式戦車

61式戦車に関連する作品の一覧（ろくいちしきせんしゃにかんれんするさくひんのいちらん）は、陸上自衛隊が保有していた戦車、61式戦車に関連する作品の一覧である。
昭和期の怪獣映画・特撮番組では、防衛隊（防衛軍、自衛隊）や地球防衛軍などの陸戦兵器として、怪獣の迎撃に登場している。

## 映画
『大怪獣ヨンガリ』（1967年）
白い星が描かれた韓国陸軍の戦車として登場。黄海道に出現したヨンガリを攻撃するが、ヨンガリの火炎攻撃などを受けて破壊されている。
実際の韓国陸軍に61式戦車は配備されていないが、ガメラシリーズに関わった鈴木昶がミニチュアを担当したため登場した。
『特攻野郎Aチーム THE MOVIE』（2010年）
本編ではなく、2010年7月29日に開催されたジャパンプレミアイベントに実物大レプリカが登場した。

### 日本映画
ゴジラシリーズ
『モスラ対ゴジラ』（1964年）
ミニチュアが、日本映画初登場。静岡県静之浦一帯に展開し、A作戦とその準備段階、B作戦の3度に渡ってゴジラを砲撃し、人工雷発生装置による放電攻撃を支援しているが、B作戦の際にゴジラの放射熱線で破壊されている。
造形は渡辺明。このミニチュアは、『ゴジラ』（1954年）で用いられたM24軽戦車のミニチュアを改造流用しているため、実物では6個ある転輪が5個しかない。また、砲塔上部の重機関銃も最終試作型STA-4と同じキューポラ一体化式の密閉銃塔である点が、制式採用型の実物と違う。
ほかに、1/15スケールのアルミ製の自走式のものが作られており、相模模型の組み立てキットを用いている。方向転換はピアノ線で引っ張ることで行っている。この内の1台は、後に特撮監督の原口智生が修復している。
また、発砲のギミックには刑事ドラマやアクション映画で使用される拳銃と同じく「電気プラグによる火薬点火」という方式が採用されているが、そのためのバッテリーはミニチュア内部には搭載されておらず、延長コードで外部の電源に接続されている。DVDの鮮明な画像では、走行しながら発砲してゴジラを迎え撃つ場面で、ミニチュアの車体後部から点火用電源コードが延びているのがかすかに見える。
『怪獣大戦争』（1965年）
X星人に操られたゴジラ、ラドン、キングギドラを富士山近くで迎撃するも敗退するほか、Aサイクル光線車と連帯してX星人の地球基地がある目倉島を砲撃する。登場するミニチュアには、キューポラから上半身を乗り出して双眼鏡を覗く車長の人形が追加されている。
『地球攻撃命令 ゴジラ対ガイガン』（1972年）
M24やM41軽戦車、多目的戦車とともに防衛隊の戦車として登場。相模湾から上陸したアンギラスを迎撃する。その後、宇宙から飛来したキングギドラとガイガンに対しても出動しているが、攻撃シーンはない。この作品以前に上映された、東宝特撮映画からのライブフィルムが使用されている。
『ゴジラ対メガロ』（1973年）
北山湖から東京へと進攻するメガロを迎撃すべく、M41や多目的戦車とともに出動し攻撃を加えるが、メガロのレーザー殺獣光線を受けて撃破される。使用されたのは過去作のライブフィルム。
『メカゴジラの逆襲』（1975年）
M4とともに横須賀を襲ったチタノザウルスを迎え撃つ。使用されたのは過去作のライブフィルム。
『ゴジラ』（1984年）
実車が日本映画初登場。ゴジラの東京上陸を防ぐべく74式戦車などとともに晴海埠頭で迎え撃つも一蹴される。
『ゴジラvsビオランテ』（1989年）
実車が登場。ゴジラに対する「サンダービーム作戦」を支援するため、若狭湾沿岸に多数展開する。陸上自衛隊の全面協力で、74式戦車や90式戦車とともに数十両が横一列に並んで防衛ラインを形成している。
『ゴジラvsキングギドラ』（1991年）
実車が74式戦車などとともに富士山麓に着陸したUFOを包囲するほか、第7師団所属車両という設定のミニチュアが札幌市でメーサー車とともにゴジラを迎撃するも全滅している。
『ゴジラvsモスラ』（1992年）
61式戦車の車体に74式戦車の砲塔を装備した架空仕様が登場。74式戦車とともに名古屋での対バトラ戦、東京での対モスラ戦、丹沢山中での対ゴジラ戦に参加している。また、東京での戦闘では通常の61式戦車も登場している。
『ゴジラvsメカゴジラ』（1993年）
Gフォース陸軍の戦車として、砲塔を74式戦車のものに換装した『ゴジラvsモスラ』と同仕様の架空型が登場。この車両は「61式改戦車」と設定されており、61式の車体に74式の砲塔を小型化した105mm砲塔を搭載するとともに、ゴジラに破壊されることを前提に無人運用を可能にしたものとされる。同じく無人化された74式戦車改とともに93式自走高射メーサー砲から管制され、京都に向かうゴジラを大津山中で迎え撃つも敗北する。
『怪獣プラネットゴジラ』（1994年）
Gフォースの戦車として「61式改戦車」と同仕様の架空型が登場。東京駅付近に出現したゴジラを74式戦車などとともに攻撃する。
『フランケンシュタイン対地底怪獣』（1965年）
フランケンシュタインを捜索するため日本アルプスの山中を走行していたが、フランケンシュタインがイノシシを捕まえるために掘った落とし穴にはまってしまう。
ガメラシリーズ
『大怪獣ガメラ』（1965年）
M41などとともに登場。羊蹄山の地熱発電所での放電攻撃が失敗した後にガメラに砲撃を加えるが、通用せずに終わる。実車のライブフィルムが使用されている。
『大怪獣決闘 ガメラ対バルゴン』（1966年）
M40 155mm自走加農砲などとともに大阪を襲うバルゴンを迎撃するも、バルゴンの冷凍液を受けて全滅。その後、琵琶湖沿岸でバルゴンに対し行われた「バックミラー作戦」において囮として配置された各種近代兵器にも含まれており、遠隔操作で砲撃を行った上で悪魔の虹によって破壊されている。
『大怪獣空中戦 ガメラ対ギャオス』（1967年）
二子山にて夜間にギャオスを攻撃するが、ギャオスの羽ばたきによる突風によって吹き飛ばされている。
『ガメラ対大魔獣ジャイガー』（1970年）
大阪を襲ったジャイガーに攻撃を加える部隊に含まれているが、ジャイガーのマグネチューム光線を受けて全滅する。
『宇宙怪獣ガメラ』（1980年）
大阪でジャイガー、その後バルゴンを迎撃しているが、どちらも撃破されている。映像は過去作からの流用。
『宇宙大怪獣ギララ』（1967年）
61式戦車および、61式の砲塔をパラボラ型レーザー砲に換装した「自走レーザー砲」が登場。8U218などとともに箱根から東京へと向かうギララを迎撃するが、どちらもギララが吐く熱線や肉弾攻撃によって撃破される。
『とべない沈黙』（1966年）
池袋の市街地を走行する61式戦車の車列が映されるシーンが存在する。
『フランケンシュタインの怪獣 サンダ対ガイラ』（1966年）
陸上自衛隊がM41やM4などとともにガイラ攻撃の主力として投入。木曽川沿いの国道19号線上でガイラを砲撃するも効果は薄く、逆にガイラにつかまれ、軽々と投げられてしまう。その後も銀座にガイラが出現した際に出動し、迎撃に当たっている。
『大巨獣ガッパ』（1967年）
60式装甲車などとともに登場。熱海市でガッパを迎え撃つも撃破される。また、ガッパが潜伏した河口湖岸にも改良ホークとともに展開している。1メートルほどの電動自走式ミニチュアが作られている。これは実物よりやや姿勢が高く、履帯が細い。
『キングコングの逆襲』（1967年）
東京に出現したキングコングをM4中戦車とともに包囲するが、攻撃中止を命じられる。この作品では、キューポラから車長が出入りするギミックがついたエンジン搭載のラジコンが撮影に用いられ、以降のウルトラシリーズの作品などで用いられた。
『戦国自衛隊』（1979年）
防衛庁（当時）に映画の協力を要請したものの承諾を得られなかったため、戦車の登場を望んだ角川側の要請で東京都北区の機械メーカー、鈴木技研工業が製作した実物大のレプリカが登場。戦国時代にタイムスリップし、川中島で武田軍の騎馬隊と対決する。
このレプリカは実物と同じく、履帯による走行が可能で、外見・塗装共に実物の61式戦車に非常によく似ているが、実物と比較すると砲塔の形状が微妙に異なっており、車体前面の変速機整備用のパネルやパネル固定用のマイナスボルトがないこと、操縦席上の外部視察装置（ペリスコープ）のあるべきところが単なるガラス板（風避けのバイザー状）になっている、砲塔上の重機関銃の先端が模擬発火用の火薬を仕込むために実物よりも太くなっている、などの点で識別できる。映画公開時には宣伝用に有楽町の映画館前に展示されたこともあり、このレプリカ車両はデビュー作からミリタリーマニアに「戦国61式（せんごくろくいちしき）」「角川61式（かどかわろくいちしき）」の通称で呼ばれている。
なお、原作小説には61式戦車は登場しない。
『八岐之大蛇の逆襲』（1985年）
防衛隊の架空戦車「84式戦車」が駐屯地から八岐之大蛇が暴れる米子市へと出撃する際に、84式戦車のものとして61式戦車の履帯部の実写映像が使用されている。
『ぼくらの七日間戦争』（1988年）
『戦国自衛隊』でも使用された実物大レプリカが登場。国有の工場跡地に放置されていた、という設定になっており、工場跡地に立てこもった中学生らによって使用される。劇中では登場人物の1人によって「エレーナ」と名付けられている。また、クレーンでなければ持ち上げられないほど重いエンジンルームの天蓋を子供が片手で開けるというシーンがある。
なお、原作小説には登場しない。
『伝説の巨獣 狼男対ゴジラ』（2002年）
山間部にて狼男に、川崎市街地にてゴジラに対して砲撃を加えており、川崎ではゴジラが破壊した建物の崩落に巻き込まれる。
『チーム・バチスタFINAL ケルベロスの肖像』（2014年）
国際Aiセンターに搬入される巨大MRI「リヴァイアサン」輸送のための牽引車として登場。主人公の田口公平が車長席に搭乗する。
『ビューティフルドリーマー』（2020年）
実物大レプリカが登場。自主制作映画『夢見る人』の制作に臨む先勝美術大学映画研究会が、台本内の戦車登場シーンを再現すべく、所有する鈴木商店からレンタルして撮影に使用する。
また、作中では『戦国自衛隊』や後述する『ぼくらの七日間戦争』といった映画での登場についても言及されている。

## テレビドラマ・オリジナルビデオ
ウルトラシリーズ
『ウルトラQ』（1966年）
第8話「甘い蜜の恐怖」に登場。伊佐山に出現したモングラーをM4などとともに包囲し、砲撃を加えている。
『ウルトラマン』（1966年）
M4やM48などとともにたびたび登場。回によって所属が防衛軍もしくは防衛隊か自衛隊に変わる。
防衛軍の車両は第17話・第32話に登場。第17話「無限へのパスポート」では科学特捜隊（科特隊）日本支部基地に出現したブルトンを攻撃するも通じず、ブルトンが引き起こした四次元現象によって空中を飛行したのちに破壊墜落させられている。第32話「果てしなき逆襲」では、鎌倉から東京へと向かうザンボラーの進攻を阻止すべく、科特隊とともに池ノ沢で攻撃を加えている。
防衛隊の車両は第21話・第29話に登場。第21話「噴煙突破せよ」では、大武山から大武市に向かうケムラーを砲撃するも、破壊光線と亜硫酸ガス攻撃を受けて後退する。第29話「地底への挑戦」では、大田山に出現したゴルドンを砲撃しているが、有効なダメージは与えられていない。
自衛隊の車両は第27話「怪獣殿下 後編」に登場。ゴモラに対して出動した伊丹基地所属の火器部隊に含まれており、科特隊と共同で大阪城に現れたゴモラに攻撃を加えている。
このほか、所属が明かされていない車両が登場する回も存在する。第15話「恐怖の宇宙線」では科特隊とともに行動しており、工業地帯で眠るガヴァドンAを包囲。その後、多摩川河川敷で眠るガヴァドンBに対し攻撃を行っている。第31話「来たのは誰だ」では工業地帯に出現したケロニアを攻撃する。
ミニチュアは『モスラ対ゴジラ』のものを流用している。
『ウルトラセブン』（1967年）
第30話「栄光は誰れのために」に地球防衛軍所属戦車として登場。リモートコントロールが可能だと設定されている。星ヶ原一帯での野戦訓練の際にプラチク星人に乗っ取られたマグマライザーからIV号戦車とともに遠隔操作され、ウルトラ警備隊などを攻撃する。
また、第28話「700キロを突っ走れ!」には、61式戦車の砲塔の部分を外し、怪獣の着ぐるみを乗せた「恐竜戦車」も登場。キル星人に操られ、高性能爆薬「スパイナー」の実験が行われている地球防衛軍の実験所を襲撃し、ウルトラセブンと交戦する。なお、装甲板のディテールには「ダイヤブロック」が使用されている。
『帰ってきたウルトラマン』（1971年）
第14話「二大怪獣の恐怖 東京大竜巻」に登場。自衛隊所属車両が芝浦に上陸したシーモンスを攻撃し、その結果、シーゴラスを怒らせることになってしまう。
映像は『ウルトラマン』第15話のものの流用。
『マグマ大使』（1966年）
第47話「電磁波怪獣カニックス新宿に出現」に国際緊急出動隊スクランブルの戦車として登場。IV号戦車改造の自走ロケット砲とともに新宿広場に出現したカニックスを攻撃するも逃走される。
『怪獣王子』（1967年）
第22話「飛べ!コーモリ爆弾!!」に国防省の戦車として登場。IV号戦車の改造車などとともに、湖南アルプスに築かれた昆虫人間の秘密基地を攻撃に向かう。実車のライブフィルムが使用されている。
『アゴン』（1968年）
第2話「アゴン出現 后編」にM41軽戦車およびM4中戦車などとともに登場。アゴンの上陸を阻止すべく海岸に布陣するが、アゴンが吐く火炎を受けて突破される。
『戦え! マイティジャック』（1968年）
第22話「東京タワーに白旗あげろ」に登場。東京に出現したビッグQに対しM4・M48・IV号戦車などとともに攻撃を加えている。
『宇宙猿人ゴリ対スペクトルマン』（1971年）
第26話「二大怪獣東京大決戦!!」に防衛隊の戦車として登場。M4およびM48主力戦車などとともに、御在所岳付近に出現したマグラーを攻撃する。
『大鉄人17』（1977年）
レッドマフラー隊（国際平和部隊）の戦車として、74式戦車やM60主力戦車とともにたびたび登場。使用されたのは実車のライブフィルムである。
初期エンディングではブレイン党の部隊と交戦する姿が描かれている。第1話「謎の鋼鉄巨人」では国際平和部隊科学研究所から失踪したブレインの捜索に参加している。第3話「消えたワンセブン 謎のヘルメット」では山中に出現した地震ロボットに対し出動。第8話「ワンセブン15時間の命」では富士山近辺のワンセブンが眠る洞窟付近でブレイン党の部隊と交戦している。第9話「幻の超重砲「グスタフ」」では天地山から出現したグスタフ攻撃に出動する。
また、第12話「決死!ブレイン大爆発」では国防軍所属車両として登場しており、ブレイン党の基地があると目された大岳山付近へ総攻撃を行うも、大爪ロボットの攻撃によって壊滅的な被害を被っている。
『マイティレディのすべて』（1984年）
製作陣の自主製作時代の過去作のダイジェストパートに登場。晴海埠頭に出現したズボラを攻撃すべく出動する。
『特捜ロボ ジャンパーソン』（1993年）
第32話「脱出不能の迷宮（ラビリンス）」に登場。バーチャルマインドシステムによって時実小五郎博士のラボで実体化した「ラビリンス」の中で、ラボに進入したジャンパーソンとガンギブソンを攻撃する。
『さとうきび畑の唄』（2003年）
実物大レプリカが、白い星のマークを描いて沖縄戦時のアメリカ軍戦車役として登場する。
『99年の愛〜JAPANESE AMERICANS〜』（2010年）
実物大レプリカが白い冬季迷彩を施され、第17SS装甲擲弾兵師団所属のドイツ軍戦車として登場。第4夜「日系人部隊」にて、ヴォージュ山脈でアメリカ陸軍第36師団第141連隊第1大隊（テキサス大隊）を包囲している。
『空飛ぶ広報室』（2013年）
第4話「美女がオッサンになった理由」に登場。主人公らが防衛大学校を見学する際に、防大敷地内で静態展示されている実車が背景として映りこんでいる。

## アニメ・漫画
『アカギ 〜闇に降り立った天才〜』
地獄から舞い戻って巨大化した鷲巣巌を迎撃するため、航空自衛隊のF-104と共に出撃し、鷲巣に対して砲撃を行う。
『悪魔くん』
梓川上流に開いた天の岩戸を封鎖すべく出動した自衛隊の戦車として登場。天の岩戸に総攻撃をかけるが、天の岩戸を守る新生物なんじゃもんじゃの攻撃を受けて退却する。
『恐怖のモンスター』
日野日出志の漫画。新兵器である溶解爆弾を用いて漁村に出現した「怪物」の子供を攻撃し、ドロドロに溶かしてしまう。
『月面兎兵器ミーナ』
第7話に「601式戦車」という名称で登場。最後に退役した車両が標的として使用されるために富士山の演習場に駐車されており、コネッホ星人に奪われた90式戦車の砲撃を受ける。
『光速エスパー』
主砲を換装した「61式戦車改」が登場する。
『コケカキイキイ』
自衛隊の戦車としてコケカキイキイを攻撃すべく登場。砲撃を加えるもまったく効果は無く、コケカの怪力によって破壊される。
『じょしらく』
オープニング映像に登場。砲身が多少長いほかはプロポーション、ディティール共に忠実に描かれているが、実物よりも一回りほど大きく描かれている。また、第十一席（第11話）には本編中にもネタの1つとして登場する。
本編に戦車が登場するような内容の作品ではないが、オープニングに61式が登場した理由は、担当した演出家が山田洋次監督・脚本の映画『馬鹿が戦車でやって来る』をイメージしたためとのこと。
『鉄腕アトム』
「青騎士の巻」にて、青騎士が雲の平に建国したロボットの国「ロボタニア」に対処すべく出動した、陸上自衛隊機械化部隊の「電磁力タンク」として登場。スイッチを入れると破壊された残骸が強力な電磁石となる仕掛けが施されており、アトムたちを苦しめている。
『時計仕掛けのりんご』
首都圏でのテロのための予行演習として、長野県稲武市を包囲した陸上自衛隊内部の叛乱軍の戦車として登場する。
『墓場鬼太郎』
テレビアニメ版第6話に登場。水神様に対し砲撃するも、全く効果が無いまま終わる。
『バビル2世』
ヨミがF市に築いた日本攻略のための基地を破壊すべく出動。F市市街でヨミ側のロボット「サントス」と交戦し、複数の車両が撃破されている。
『ハレンチ学園』
「ハレンチ大戦争の巻」「ああ、ハレンチ学園の巻」に大日本教育センターが保有する戦車として登場。教育センターがハレンチ学園に対し仕掛けた「ハレンチ大戦争」に投入され、教育軍団の戦力の1つとしてハレンチ学園を攻撃している。
『プラモ狂四郎』
「シミュレーションウォーズの巻」に登場。暴走し万代小学校へと向かう74式戦車改造の自動操縦戦車を迎撃するが、砲撃がすべて弾かれ防衛線を突破される。
『マーズ』
序盤に登場。千葉方面から上陸しようとする怪ロボット「タイタン」を迎え撃つが、攻撃が通用しなかったため撤退する。その際に多くの車両が破壊されている。なお、同様のシーンがあるテレビアニメ版『神世紀伝マーズ』第2話では90式戦車が登場している。
『マカロニほうれん荘』
主人公らが陸上自衛隊の基地から“だまって”借りてきた74式戦車を奪還するために、主人公らの通う高校を航空自衛隊のF-4ファントムと協同で攻撃して校舎を全壊させたが、ギャグ漫画なので死傷者は出なかった。
『ヤマタイカ』
第2部に登場。西部方面隊所属車両がヤマタイカのマツリを行いつつ鹿児島から熊本へ向かう群衆を阻止すべく治安出動するも、阿蘇山の噴火に伴い生じた地割れに飲み込まれ行動不能に陥る。その後、マツリを行いつつ北海道から青函トンネルを抜けてネブタと合流した群衆を食い止めるために60式装甲車とともに青森市内に展開した第9師団所属車両が、群衆の安全を確保すべくともに南進し、胆沢付近で群衆を砲撃した第6師団の部隊に体当たりを敢行している。

## 小説
『20世紀の奇跡』
第7話「大猿人ジャパング」に登場。鳥取砂丘で演習中だった部隊が鳥取県知事の要請を受けて人形峠で眠るジャパングに対して出動し、包囲攻撃によってジャパングを目覚めさせてしまう。なお、挿絵では実車と細部の形状が異なる。
『ARIEL』
第13話に東部方面第一連隊所属車両として登場。東富士演習場内に落下したゲドー社の降下兵（ロボット兵器）「スクラッパー」の周囲に集結する戦車隊に含まれている。
『吉里吉里人』
第6師団所属車両が登場。「吉里吉里国」として日本からの独立を宣言した東北の吉里吉里村に対処するために3両が出動し、第2特科群の155mm加農砲とともに示威行動を行うが、吉里吉里国出身の離反隊員3名による手榴弾攻撃を受け、全車が損傷する。
『皇帝のいない八月』
第13師団所属車両が登場。クーデターに参加した自衛隊員によってジャックされた寝台特急「さくら」を、投降を説得するため広島駅 - 大阪駅間で非常停車させる。
映画版では、各地で決起を準備するクーデター部隊「皇帝」を鎮圧すべく出動する様子のみが描写されている。
『首都消失』
第5師団所属車両が登場。北海道近海で威嚇的な演習を行うソ連海軍艦隊を警戒して、「臨時演習」という名目で75式自走155mmりゅう弾砲とともに国道44号線を通り厚床東方へと向かっている。
映画版には登場しない。
『食人草ドロゼラ』
第4回・第5回に登場。茨城県の放射線農場でモウセンゴケが進化し誕生した怪物「ドロゼラ」を攻撃すべく出動するが、ドロゼラが放った超音波によって発狂した乗員が同士討ちを起こし、90両が破壊されている。
『征途』
レイテ沖海戦での勝利とそれが引き起こしたソ連の北海道侵攻により日本が南北に分断された世界において、史実とは異なる「重戦車」級の車両として登場する。
開発当初は史実の仕様に近い戦車として計画されていたが、1952年の北海道戦争における「アイアン・フィスト作戦」などの戦訓を取り入れ、M103重戦車（作中では「M102重戦車」）を参考に、50t近い戦闘重量と120mm砲の搭載を特徴とした、戦後第1世代主力戦車としては最強格の戦車として完成したとされる。劇中では年150両超というハイペースで配備が進められているとされ、ヴェトナムに派遣された第一独立装甲連隊所属車両が、コー・チェン河下流域にてヴェトコン部隊と交戦している。
『蒼茫の大地、滅ぶ』
第7師団第23普通科連隊および第9師団所属車両が登場。第9師団の車両には、レーザー測遠器および赤外線探知機の装備、小型コンピュータによる照準の自動化を行った架空の「61式改戦車」も含まれている。「奥州国」としての独立を宣言した東北6県を鎮圧すべく青森港に上陸した第23普通科連隊所属車両が肉弾戦を挑んだ奥州国警備隊に鹵獲され、その後に青森市で発生した市街戦では、第9師団と奥州国警備隊の敵味方双方が61式戦車を使用することになった。その後、第9師団の車両は十和田市を経て盛岡市を目指し進撃するも、貝梨峠で奥州国警備隊の奇襲を受け敗走する。
『東海道戦争』
大阪（関西）側の自衛隊の装備として登場。名神高速道路から淀川にかけての最前線に展開し、東京側の自衛隊部隊と交戦している。
『十和田要塞1991』
物語序盤、スミノフ軍による下北半島奇襲作戦の際に出動したIBM軍（日本列島防衛軍）戦車部隊指揮官の「コード1986初期の頃」の回想中に登場。彼は当時、新米の戦車兵として同車に搭乗し、道東に侵入したスミノフ軍と戦っていた、とされている。
『日本沈没』
「日本沈没」に伴う連続噴火や地震の中、浅間山もしくは烏帽子山の山麓で第107施設大隊とともに、交通を途絶させている障害物の除去を行う。
映画版には登場しない。
『パラレルワールド大戦争』
74式戦車などとともに登場。松代大本営跡に生じたタイムトンネルを介して1945年の日本へと派遣されており、ダウンフォール作戦によって九十九里浜へと上陸したアメリカ軍のM4中戦車を攻撃し、これを全滅させている。

## ゲーム
『Wargame Red Dragon』
自衛隊デッキに「ROKU-ICHI SHIKI」の名称で登場する。
『War Thunder』
ランク4中戦車ツリーにて試作車の「ST-A1」と、量産型の「61式戦車」が開発可能。「ST-A1」については表記揺れがあり、「STA-1」などと表記されることもある。「ST-A1」については派生型として「ST-A2」が開発可能で、エンジンルームが出っ張っていて後ろを向くと俯角が小さくなる「ST-A1」と比べ車高が高くなっており、真後ろにも大きく俯角を取れる。61式戦車の派生型として試作車である「ST-A3」の開発が可能で、この「ST-A3」は半自動装てん装置が搭載されている
『World of Tanks』
第1次試作車第1案が日本中戦車「STA-1」として、制式車両が日本中戦車「Type 61」として開発可能。第1次試作車第2案が日本中戦車「STA-2」として販売。
『ウルトラ作戦 科特隊出撃せよ!』
第1話「科特隊日本支部誕生」に防衛隊の戦車として登場。M4中戦車とともに横浜港に上陸したゴルドキングを迎撃するが、放射光線による反撃を受けて退却する。
使用された画像は『ウルトラマン』第17話からの流用。
『ゴジラ 列島震撼』
Gフォースの装備として登場。プレイヤーが指揮可能な兵器の1つ。

## バラエティ番組
『SMAP×SMAP』
第175回内のコント「アルトラマン」に登場。ケロニアを攻撃する様子が作中のテレビに映し出されている。
使用された映像は『ウルトラマン』第31話からの流用。
『battle for money 戦闘中 〜初陣〜』
実物大レプリカが登場。車体後部にエネルギーパックの挿入口が、砲塔後部にボールを発射する砲が増設されている。ゲーム中のミッションで使用された。
『ビートたけしのお笑いウルトラクイズ』
「コッパミジン!!戦車○×爆破クイズ」に『戦国自衛隊』他に使用された実物大レプリカが登場。映画等に登場したものとは異なり、3色の迷彩塗装が施されていた。

## コマーシャル
『ナショナル掃除機 隼』
市街地に出現したゴミラに対し砲撃を加えている。
『ハコダテ観光ガイド イカール星人襲来中！』
回想シーンに登場。1971年にイカール星人がハコダテに襲来した際に、ハマデ式対イカール星人用光線兵器とともに出動している。

## その他
- 2000年に東武ワールドスクウェアにおいて開催された『ゴジラ展』内の野外ショー「ゴジラ・スーパーバトル」で、61式戦車の砲塔を24連装ロケット砲車のロケット砲に換装したミニチュアがゴジラ迎撃を行う兵器として用いられている。
- 2012年6月30日、ソフトウェア会社サイボウズのイベントに実物大レプリカが登場している[23][24][18]。
- 2020年、YouTuberの水溜りボンドが自らのYouTubeチャンネルで配信した『本物の戦車でドライブスルー行ってみたwww』[25]（2020年08月21日配信）という企画において、実物大レプリカを使用している。